# Sanam Chai Khet (huyện)
Sanam Chai Khet (tiếng Thái: สนามชัยเขต) là một huyện (‘‘amphoe’’) ở phía đông tỉnh Chachoengsao, miền trung Thái Lan.

## Lịch sử
Mueang Sanam Chai Khet đã là một thành phố thuộc vương quốc Ayutthaya, cùng thời với Mueang Phanat Nikhom và Phanom Sarakham.
Là một đơn vị thuộc Phanom Sarakham, ngày 6 tháng 1 năm 1966, ba tambon Khu Yai Mi, Tha Kradan và Tha Takiap đã được tách ra để lập tiểu huyện (King Amphoe) Sanam Chai (สนามไชย). Tên gọi đã được đổi thành Sanam Chai Ket ngày 14 tháng 12 năm 1972, và đã được nâng cấp thành huyện ngày 28 thnág 6 năm 1973.

## Địa lý
Các huyện giáp ranh là (từ phía tây theo chiều kim đồng hồ) Plaeng Yao, Phanom Sarakham của tỉnh Chachoengsao, Si Maha Phot, Kabin Buri of Prachinburi Province, Khao Chakan of Sa Kaeo Province, Tha Takiap của tỉnh Chachoengsao và Ko Chan của tỉnh Chonburi.

## Hành chính
Huyện này được chia thành 4 phó huyện (tambon), các đơn vị này lại được chia thành 64 làng (muban). Sanam Chai Khet là một thị trấn (thesaban tambon) which nằm trên một phần của tambon Khu Yai Mi. Ngoài ra có 4 tổ chức hành chính tambon.
| Số TT | Tên          | Tên tiếng Thái | Số làng | Dân số |  |
| ----- | ------------ | -------------- | ------- | ------ |  |
| 1.    | Khu Yai Mi   | คู้ยายหมี         | 16      | 15.404 |  |
| 2.    | Tha Kradan   | ท่ากระดาน       | 20      | 28,453 |  |
| 3.    | Thung Phraya | ทุ่งพระยา        | 18      | 15.342 |  |
| 5.    | Lat Krathing | ลาดกระทิง       | 10      | 10.082 |  |

Các con số mất là các tambon nay thuộc huyện Tha Takiap.